# Fidelis von Stotzingen
Fidelis von Stotzingen, né le 1er mai 1871 et mort le 9 janvier 1947 à Rome, est un bénédictin allemand, ancien abbé-primat de la confédération bénédictine de 1913 à 1947. Il était fort apprécié de Pie XII.

## Biographie
Issu d'une antique famille de la noblesse de Souabe, Fidelis von Stotzingen fait sa profession dans la congrégation de Beuron à l'abbaye de Beuron, le 25 janvier 1892. Il est ordonné prêtre en 1897.
Il devient abbé de l'abbaye de Maria Laach le 31 octobre 1901, succédant à l'abbé Willibrord Benzler nommé évêque de Metz qui avait rattaché l'abbaye à la congrégation de Beuron, après que les jésuites en furent bannis en 1873. L'abbaye est érigée en abbaye bénédictine en 1893 avec la permission de l'État prussien à condition de relever et d'entretenir les bâtiments et l'église romane. Fidelis von Stotzingen fait porter le nombre de moines profès à 41 et des frères convers à 74 en 1910. Il participe aussi au renouveau de la grandeur liturgique. 
Fidelis von Stotzingen devient coadjuteur de l'abbé-primat des bénédictins le 13 mai 1913 et abbé-primat le 13 août de la même année à Rome. Sa résidence est à Saint-Anselme dont il avait fait avec son prédécesseur, Hildebrand de Hemptinne, construire l'église et le collège. Forcé par la Première Guerre mondiale à l'exil en Suisse, il maintient le contact avec les moines et relève après la guerre le niveau des études du collège.
Il fait face avec dignité aux épreuves qu'endurent les bénédictins allemands expulsés du Tanganyika par les Britanniques en 1916 et assiste à  la sortie volontaire de la congrégation de Beuron des abbayes de Maredsous et du Mont-César, à cause de l'hostilité anti-allemande en Belgique, tandis que les moines allemands de l'abbaye d'Erdington se transfèrent à  l'abbaye de Weingarten. 
La nouvelle Tchécoslovaquie expulse aussi ses moines allemands qui fondent la nouvelle abbaye de Grüssau en Allemagne et ceux d'Emmaüs à Prague doivent partir en 1920 avec leur abbé, le P. Schachtleitner. Les abbayes autrichiennes s'unissent en une seule congrégation et celles du Tyrol du Sud, devenu italien, s'agrègent à la congrégation bénédictine de Suisse.
Les abbayes se tournent à nouveau dans les années 1920-1930 vers les missions, c'est le grand mouvement vers la Chine (jusque dans les années 1950) et la congrégation ottilienne connaît un essor qui durera jusque dans les années 1960.
Mais surtout la grande époque du Mouvement liturgique se déploie dans les abbayes, en particulier à Beuron et en Belgique, tandis que les abbayes anglaises se tournent vers les recherches historiques et que les abbayes des États-Unis consolident leurs établissements d'enseignement secondaire et supérieur.
Saint-Anselme devient collège pontifical en 1932 attirant des vocations solides et portées à l'étude.
Fidelis von Stotzingen fut un proche des papes Benoît XV, Pie XI et surtout Pie XII.